# Zjednoczone Emiraty Arabskie na Letnich Igrzyskach Paraolimpijskich 1996
Zjednoczone Emiraty Arabskie na Letnich Igrzyskach Paraolimpijskich 1996 w Atlancie reprezentowało pięciu zawodników (wyłącznie mężczyzn), którzy nie zdobyli żadnego medalu. Był to drugi występ reprezentacji tego kraju na igrzyskach paraolimpijskich.

## Wyniki

### Lekkoatletyka
- O. Al-Gharbi
  - bieg na 400 m T42-T46 – awansował do finału, którego nie ukończył[2],
  - bieg na 800 m T44-T46 – 5. miejsce w biegu półfinałowym (2:04,72)[3].
- A. Al-Roomi
  - bieg na 800 m T53 – 7. miejsce w biegu eliminacyjnym (1:50,35)[4],
  - bieg na 1500 m T52-T53 – 8. miejsce w biegu eliminacyjnym (3:30,56)[5],
  - bieg na 5000 m T52-T53 – 7. miejsce w biegu eliminacyjnym (12:16,59)[6].
- Hassan Ali Dalam
  - bieg na 100 m T35 – 6. miejsce w biegu półfinałowym (14,20 s)[7],
  - bieg na 200 m T34-T35 – 4. miejsce w biegu półfinałowym (29,58 s)[8].
- Naseib Obaid Araidat
  - bieg na 200 m T51 – 7. miejsce w finale (34,34 s)[9],
  - bieg na 400 m T51 – 5. miejsce w biegu półfinałowym (1:07,48)[10].

### Podnoszenie ciężarów
- A. Al-Rashdi – do 75 kg, 8. miejsce (162,5 kg)[11].